# 首阳变豆菜
首阳变豆菜（学名：Sanicula giraldii）是伞形科变豆菜属的植物。分布在朝鲜以及中国大陆的四川、甘肃、山西、河南、河北、陕西、西藏等地，生长于海拔1,500米至2,900米的地区，常生于路边、山坡林下和沟边等处，目前尚未由人工引种栽培。

## 异名
- Sanicula chinensis Bunge var. ovicalaycina Shan et S. L. Liou
- Sanicula giraldii Wolff var. ovicalycina Shan et S. L. Liou